# Хэмм, Пол
Пол Э́лберт Хэмм (англ. Paul Elbert Hamm; род. 24 сентября 1982 года) — американский гимнаст, олимпийский чемпион 2004 года в абсолютном первенстве, двукратный чемпион мира 2003 года (абсолютное первенство и вольные упражнения).
Брат-близнец гимнаста Моргана Хэмма, вместе с которым выиграл олимпийское серебро 2004 года в командном первенстве, а также серебро в командном первенстве на чемпионате мира 2003 года.
Золото Пола Хэмма в абсолютном первенстве на Играх 2004 года стало вторым в истории для американских гимнастов, первое было завоёвано 100 годами ранее Юлиусом Ленхартом.